# Rishikesh
Rishikesh là một thành phố và là nơi đặt ban đô thị (municipal board) của quận Dehradun thuộc bang Uttaranchal, Ấn Độ.
Nằm ở chân dãy Himalaya ở miền bắc Ấn Độ, nó được gọi là Cổng vào dãy Garhwal Hymalaya. Rishikesh được bao quanh bởi ba huyện khác như Tehri Garhwal, Pauri Garhwa và Haridwar. Thành phố có cự ly khoảng 25 km về phía bắc của thành phố Haridwar và 43 km về phía tây nam của thủ phủ bang Dehradun.

## Nhân khẩu
Theo điều tra dân số năm 2001 của Ấn Độ, Rishikesh có dân số 59.671 người. Phái nam chiếm 56% tổng số dân và phái nữ chiếm 44%. Rishikesh có tỷ lệ 75% biết đọc biết viết, cao hơn tỷ lệ trung bình toàn quốc là 59,5%: tỷ lệ cho phái nam là 80%, và tỷ lệ cho phái nữ là 68%. Tại Rishikesh, 12% dân số nhỏ hơn 6 tuổi.

## Hình ảnh

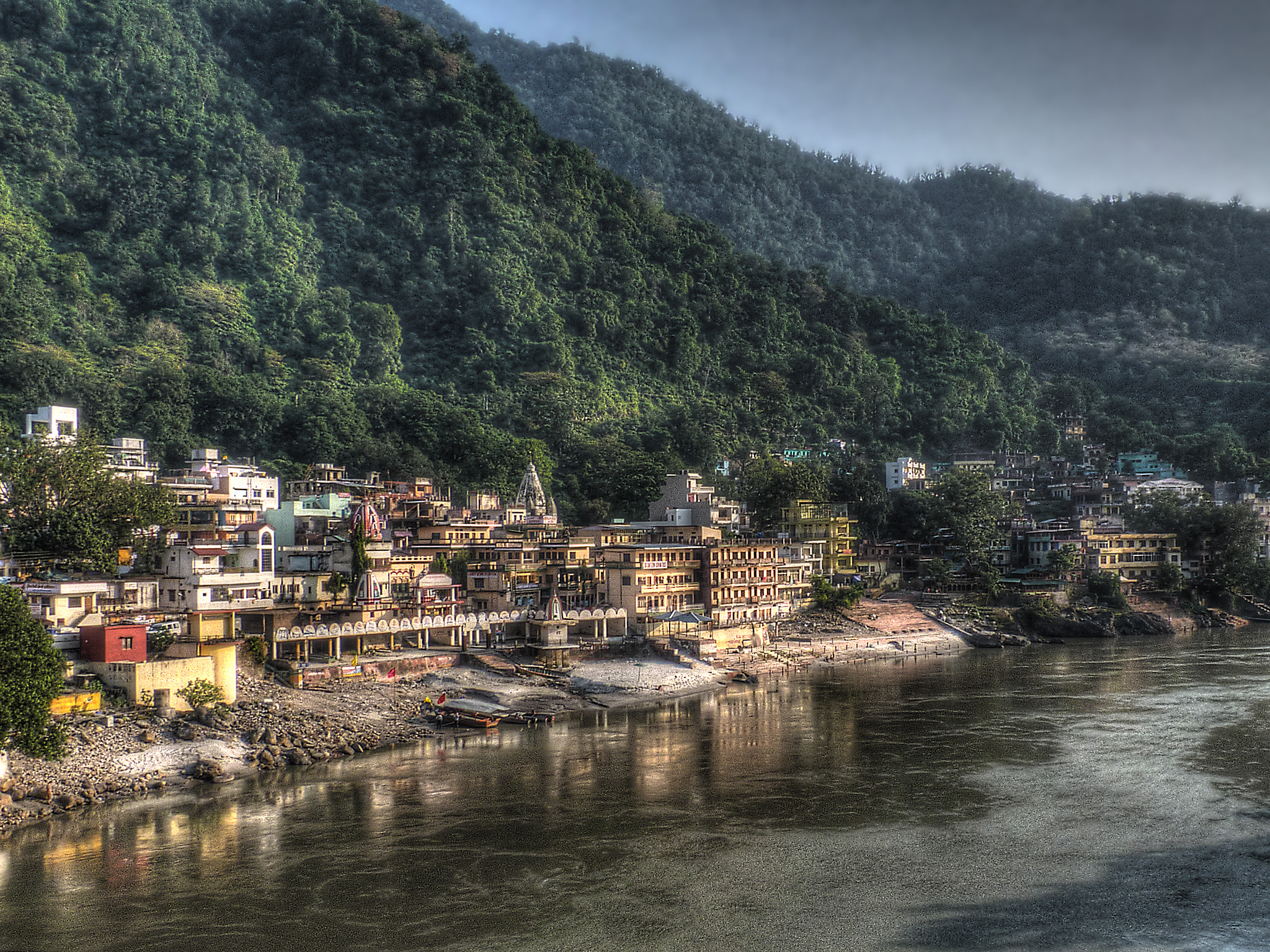
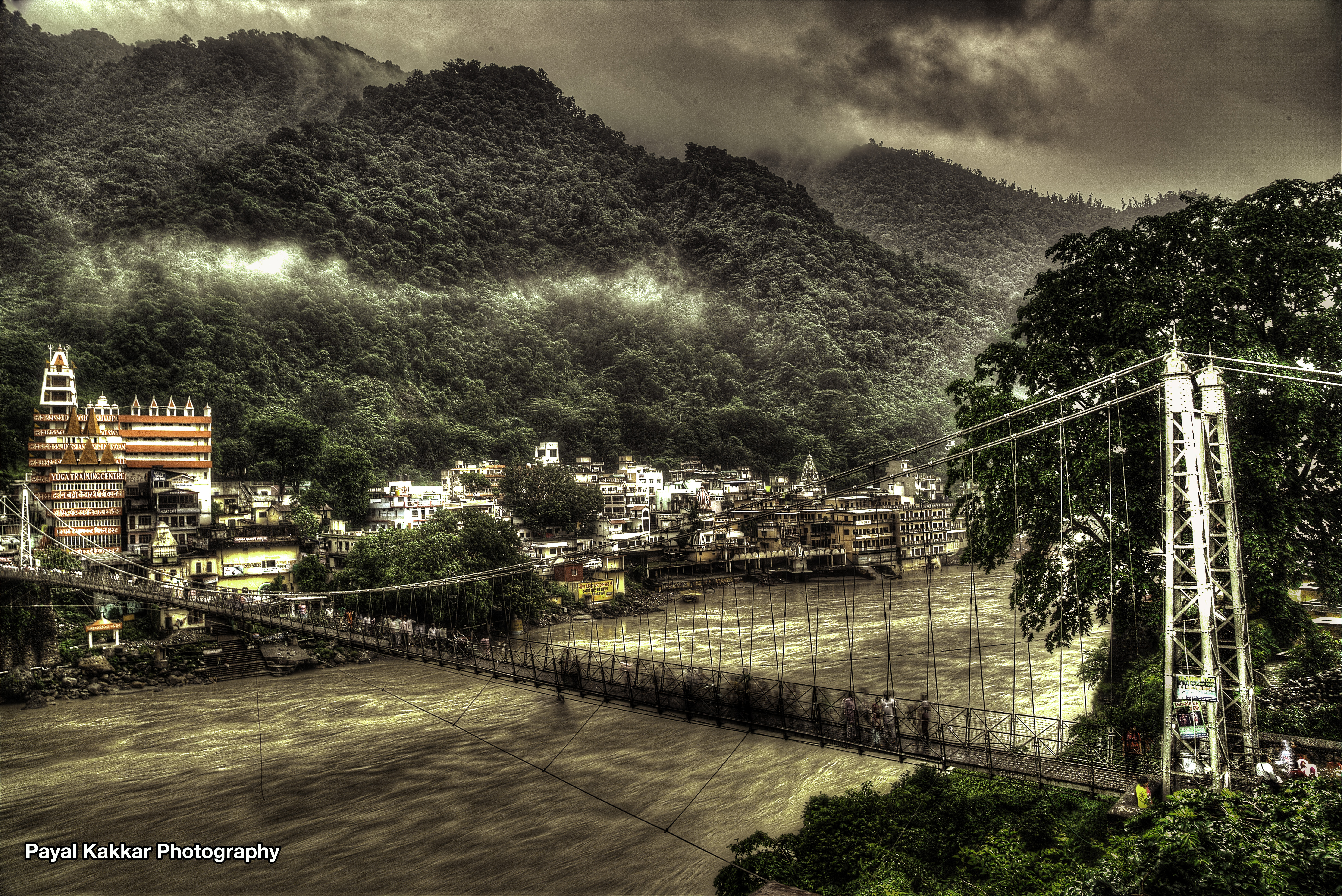
Cầu bộ hành Luxman Jhula
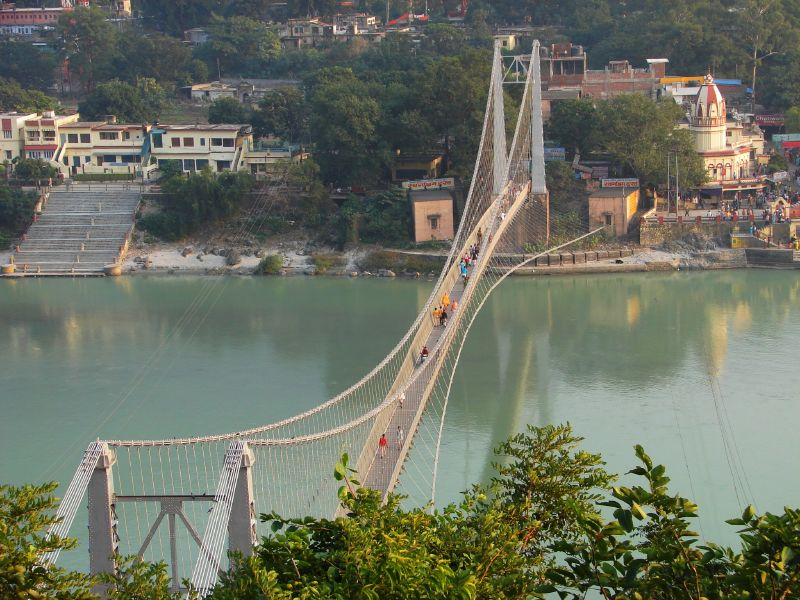
Cầu Ram Jhula
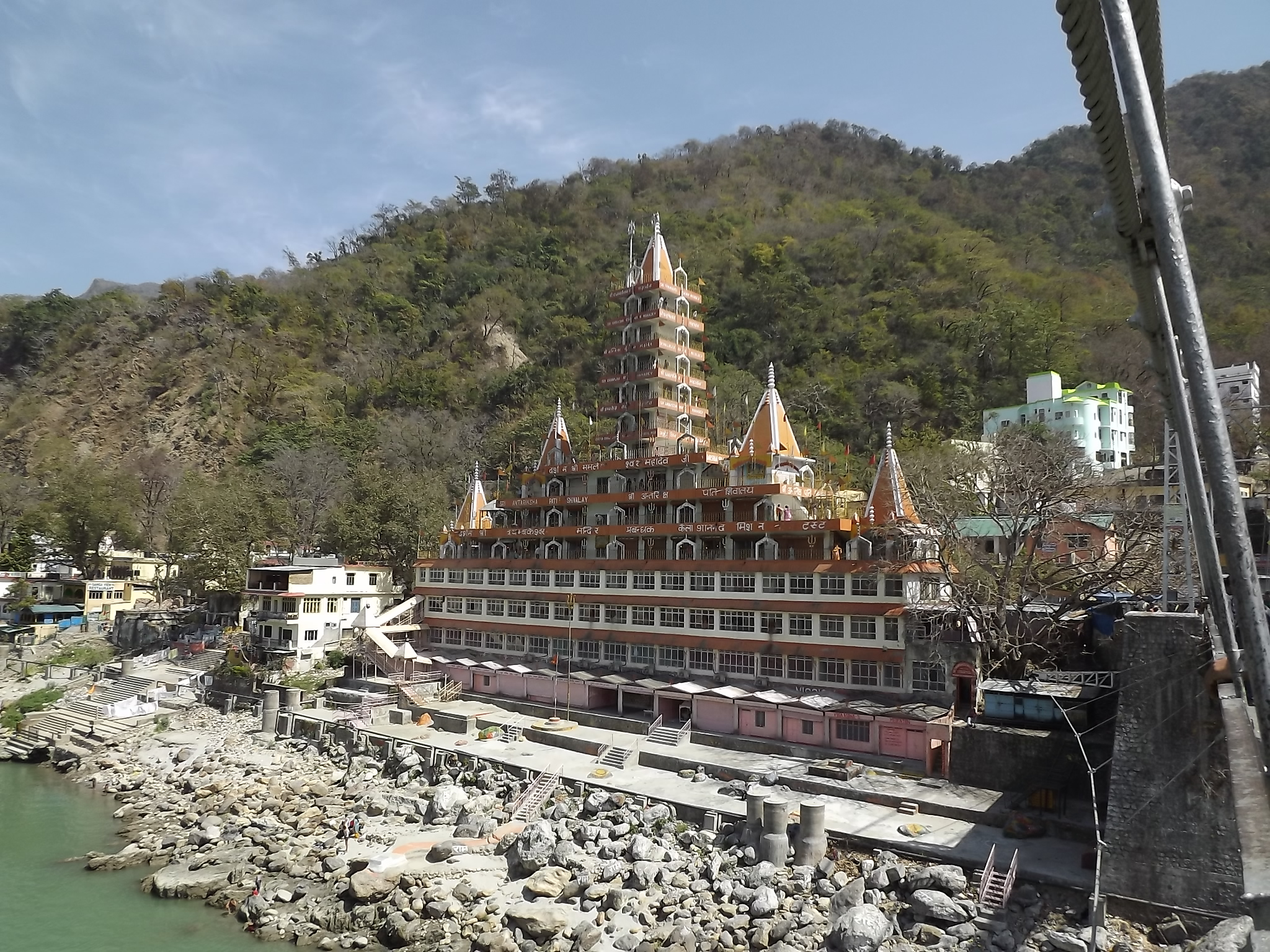
haRishikeshridwar
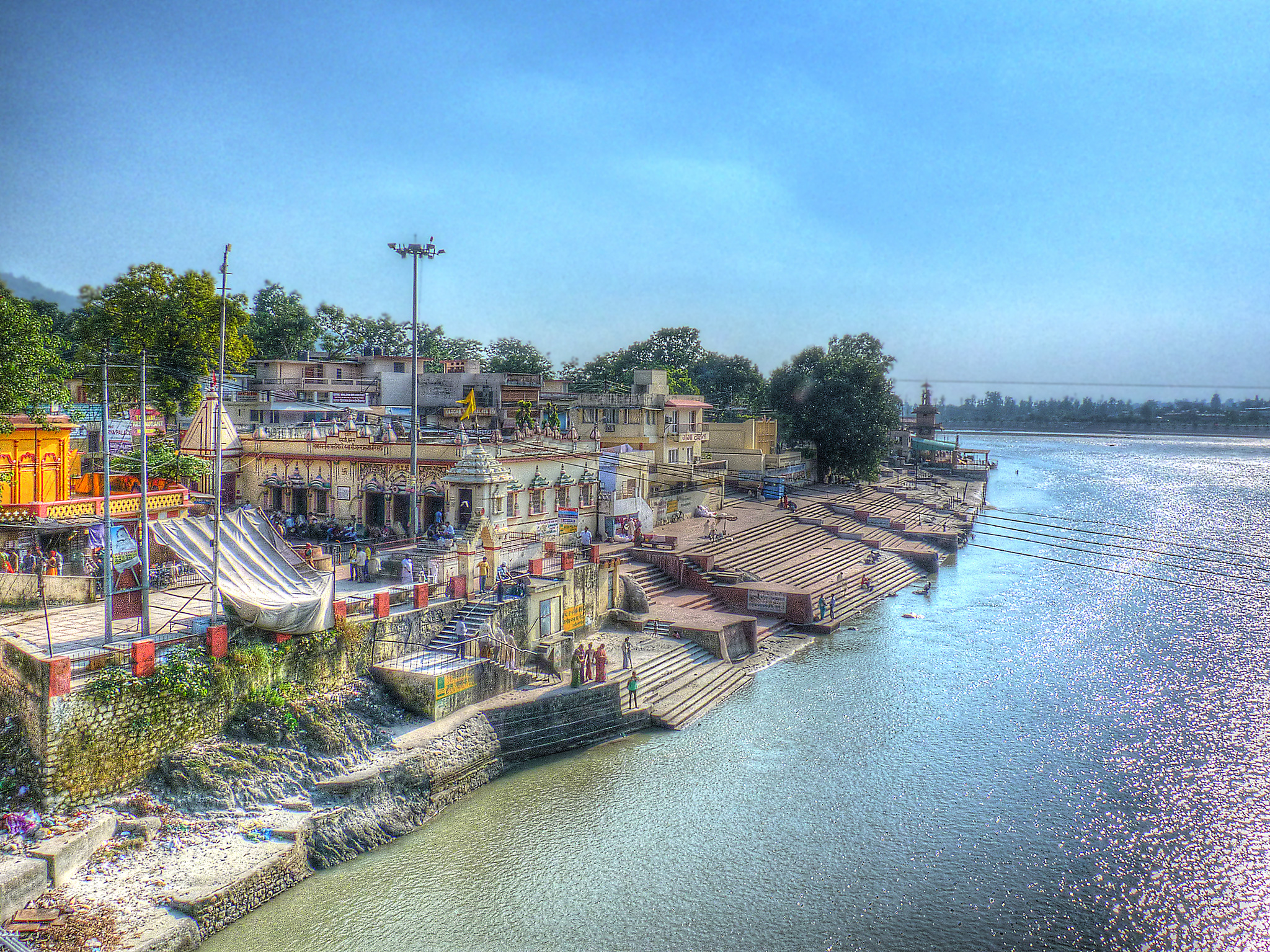
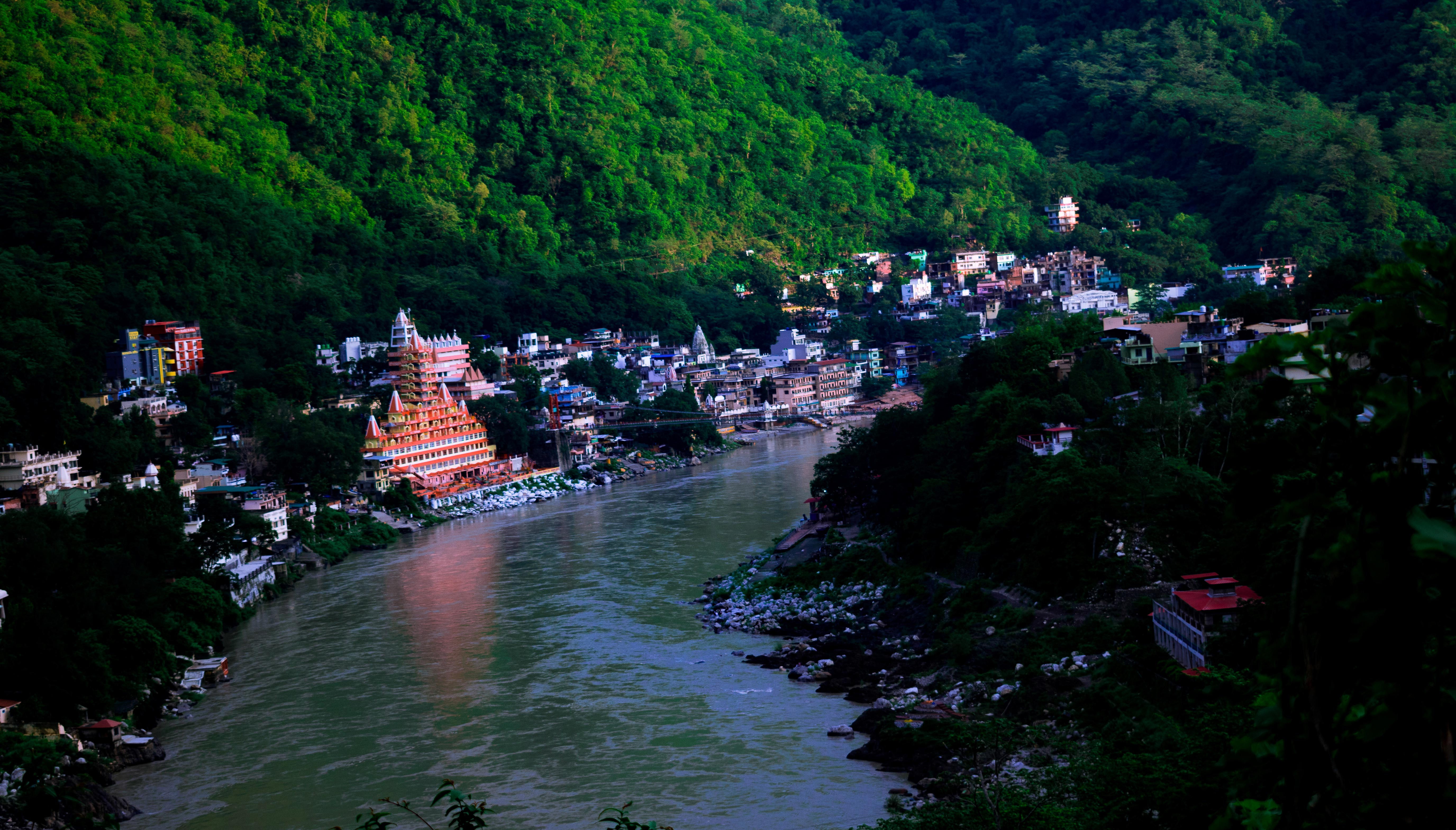